# Dědibaby
Dědibaby jsou malá vesnice, část obce Vojkovice v okrese Mělník ve Středočeském kraji. Nachází se asi dva kilometry severozápadně od Vojkovic. Leží na pravém břehu Vltavy. Dědibaby leží v katastrálním území Křivousy o výměře 4,98 km².

## Název
Název vesnice vznikl jako složenina slov dědi (dědové) a baby. Vyvíjel se od varianty de Jedibab (1295), de Diedibab (1350), Gedybabich a Gyedybab (1384), Dyedybabiech (1395), Diedibabi (1400), Diedibabiech (1462), v Diedibabech (1586) až k podobě ve vsi Gedibabech v 17. století. Pojmenování vzniklo sloučením dvou slov dědi a baby.

## Historie
První písemná zmínka o Dědibabech pochází z roku 1295, kdy ve vesnici žili vladykové Přibík, Martin a Jakub z Dědibab. Příslušníci jejich rodu nejspíše v první polovině čtrnáctého století založili tvrz připomínanou poprvé okolo roku 1400. Už ve druhé polovině čtrnáctého století zadlužení vladykové část vsi prodali proboštství vyšehradské kapituly. Od sedmdesátých let čtrnáctého století vladykové naopak rozšiřovali majetek, ale v první polovině patnáctého století svůj díl Dědibab prodali. Vystřídali je jiní příslušníci drobné šlechty, k nimž patřil okolo roku 1434 uváděný Václav Pratvurst z Tuchlovic. Vyšehradský díl po roce 1420 získalo Nové Město pražské, které jej pronajímalo, ale od druhé poloviny patnáctého století ho vlastnili drobné šlechtické rody. Tvrz ztratila sídelní funkci a ve druhé polovině patnáctého nebo v šestnáctém století zanikla. V letech 1623–1626 obě části vsi koupil Vilém starší z Lobkovic, který Dědibaby připojil k hornobeřkovickému panství.

## Obyvatelstvo
| Rok            | 1869 | 1880 | 1890 | 1900 | 1910 | 1921 | 1930 | 1950 | 1961 | 1970 | 1980 | 1991 | 2001 | 2011 | 2021 |
| -------------- | ---- | ---- | ---- | ---- | ---- | ---- | ---- | ---- | ---- | ---- | ---- | ---- | ---- | ---- | ---- |
| Počet obyvatel | 110  | 116  | 102  | 129  | 158  | 170  | 160  | 95   | 108  | 108  | 102  | 76   | 84   | 64   | 72   |
| Počet domů     | 10   | 10   | 11   | 13   | 14   | 14   | 25   | 19   | 19   | 22   | 20   | 27   | 27   | 21   | 22   |

## Obecní správa
Při sčítání lidu v letech 1850–1929 byly Dědibaby osadou obce Dušníky nad Vltavou, se kterou patřily nejprve do okresu Slaný, od roku 1921 do okresu Kralupy nad Vltavou. V letech 1930–1960 byly osadou obce Křivousy, s nimiž patřily nejprve do okresu Kralupy nad Vltavou, od roku 1960 do okresu Mělník. Od 1. července 1960 jsou částí obce Vojkovice v okrese Mělník.

## Pamětihodnosti
- Sýpka u čp. 4